# Herthasee (Berlin)
Der Herthasee liegt im Westen des Berliner Bezirks Charlottenburg-Wilmersdorf in der Villenkolonie Grunewald. Er hat eine Fläche von rund 13.000 m² und gehört zu vier künstlichen Seen innerhalb eines Nebenarmes der glazialen Rinne der Grunewaldseenkette. In dieser Nebenrinne, die am Rathaus Schöneberg beginnt, bildet der künstliche Herthasee von Osten gesehen das letzte Gewässer und trifft senkrecht auf den Koenigssee der Grunewaldkette, die in südwestlicher Richtung verläuft.
Gespeist wird der Herthasee vom Koenigssee, mit dem er durch einen rund 30 Meter langen Kanal verbunden ist, der zum Teil von der Koenigsseebrücke der Koenigsallee überspannt wird. Mit dem benachbarten See der Nebenrinne in Richtung Rathaus Schöneberg, dem Hubertussee, ist er gleichfalls per Kanal verbunden. Über diesen Kanal führt die als Baudenkmal geschützte Bismarckbrücke, die mit ihrer Konstruktion und ihren Sandsteinskulpturen von 1891 beeindruckt.

## Rundes Fenn und Göttin Hertha
Wie die drei weiteren kleinen Seen in unmittelbarer Nachbarschaft, Hubertussee, Koenigssee und Dianasee, zählt auch der Herthasee nicht zu den ursprünglichen Seen der Grunewaldkette, sondern wurde 1889 zur Trockenlegung des sumpfigen Gebietes beim Bau der Villenkolonie Grunewald ausgehoben. Der ursprüngliche Name des Areals, Rundes Fenn, weist mit seinem flämischen Wort Fenn (‚versumpftes Moorland‘) auf den historischen Charakter der Landschaft hin.
Und während nahezu alle anderen Seen der Grunewaldkette von langgestreckter Form sind, spiegelt der Herthasee in groben Zügen die runde Form des alten Runden Fenns wider. Den See und die nordöstlich angrenzende Herthastraße benannten die Gründungsväter der Grunewaldkolonie nach der angeblichen germanischen Göttin Hertha. In Anlehnung an Tacitus’ Hinweis auf eine Opferstätte der Gottheit Nerthus war im 19. Jahrhundert die Überzeugung verbreitet, das Heiligtum dieser Terra Mater (Mutter Erde) habe sich auf Rügen befunden.

## Uferwanderweg

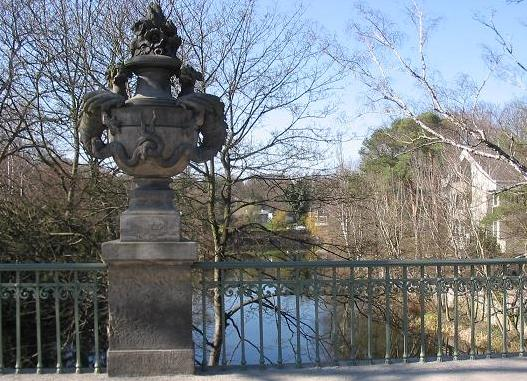
Blick von der Bismarckbrücke

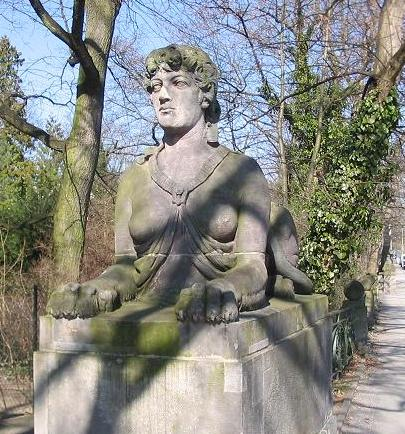
Wächterin der Bismarckbrücke

Die Uferpartien gehörten fast ausschließlich zu den Villen der auch als „Millionärsviertel“ bezeichneten Kolonie und waren für die Öffentlichkeit nicht zugänglich. Seit den 1970er Jahren legte der damalige Bezirk Charlottenburg (seit 2001: Bezirk Charlottenburg-Wilmersdorf), zuletzt im Rahmen eines Landschaftsplans, den Uferwanderweg Grunewald an, der die kleinen Seen und die westliche Innenstadt auf einem durchgehenden Weg mit dem Forst Grunewald vernetzen soll. Während das gesamte Südufer des benachbarten Hubertussees inzwischen für diesen Grünzug aufbereitet werden konnte, sind am Herthasee nach wie vor die meisten Uferzonen in privater Hand. Lediglich rund 210 Meter am südöstlichen Seeausgang konnten bislang in den Weg einbezogen werden, der anschließend unter der steinernen Bismarckbrücke am Verbindungskanal entlangführt und sich direkt in dem Weg am Hubertussee fortsetzt.

## Bismarckbrücke
Die Bismarckbrücke und die Bismarckallee erhielten ihren Namen 1898 zu Ehren des im selben Jahr gestorbenen Reichskanzlers und Fürsten Otto von Bismarck, der insofern zu den Mitbegründern der Kolonie gezählt wird, als erst nach seiner Intervention der Preußische Staat bereit war, einen Teil der landeseigenen Forsten zur Bebauung freizugeben und zu verkaufen. Die als Baudenkmal geschützte Straßenbrücke über der Rinne zwischen Herthasee und Hubertussee stammt aus dem Jahr 1891, als die Straße noch lapidar Straße G 3 hieß.
Die Brückenbögen und die Pfeiler der Brückenunterkonstruktion bestehen aus Mauerwerk. Vier steinerne Vasen, die die verzierten und in die Höhe durchgezogenen Grundpfeiler krönen, und vier Obelisken des Bildhauers Max Klein schmücken die dekorativen Brückenwangen aus Buntsandstein. Kolossale Sphingen aus dem gleichen Stein, von Klein als Fabelwesen aus einer Mischung ägyptische Sphinx und gründerzeitlichem Frauenbild geschaffen, bewachen die Brückenköpfe. Eine eiserne Gitterbrüstung fügt sich harmonisch in das steinerne Kunstwerk ein.
Auf dem angrenzenden Bismarckplatz stand bis zum Zweiten Weltkrieg auf einem Sockel aus Granit ein Bronzestandbild des Kanzlers, das 1897 gleichfalls von Max Klein errichtet, im Krieg eingeschmolzen und 1996 durch eine Nachbildung von Harald Haacke auf dem erhaltenen Denkmalsockel ersetzt wurde.

## Villa Walther

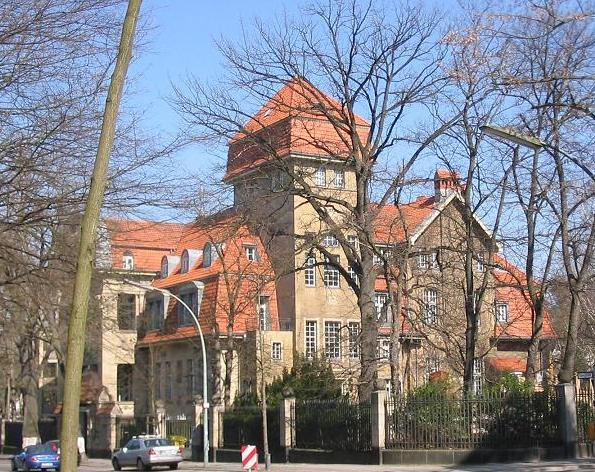
Villa Walther

Über den Uferwanderweg hinaus ist eine rund 20 Meter breite Uferpartie in der Gartenanlage der ehemaligen Villa Walther öffentlich zugänglich; der Weg zum Ufer führt durch einen kleinen Park hinter der Villa, der betreten werden darf. Die Villa liegt an der Koenigsallee 20/20a zur Ecke an der Delbrückstraße 2 und steht in ihrer Pracht und Größe den denkmalgeschützten Palästen Villa Konschewski am Hundekehlesee und Haus Flechtheim kaum nach. Angeblich hatte sich der Baurat Wilhelm Walther als Bauherr seines eigenen bombastischen Domizils denn auch finanziell völlig verausgabt und unmittelbar nach Fertigstellung der Villa 1917 im Turmzimmer erhängt.
Die Villa Walther steht als Baudenkmal ebenso unter Schutz wie der kleine Park von 1912 als Gartendenkmal, der wahrscheinlich gleichfalls auf Planungen von Wilhelm Walther zurückgeht. Im Bereich des stark abschüssigen Ufers am Herthasee führen ebene Terrassen mit steilen Böschungen den Garten auf das Höhenniveau der Villa – Skulpturen krönen die letzten Treppen zum Haus. Walther galt als Vertreter des Eklektizismus und seine Villa wird als „städtebauliches und künstlerisches Lehrstück seiner eigenen Architekturauffassung“ betrachtet. Die dem Eklektizismus eigene Mischung verschiedener Stile kommt im Wechsel verspielter Türmchen, strenger Fassaden, barocker Skulpturen, Reliefs und Fresken zum Ausdruck. Walther war ferner beteiligt am Bau der Friedenskirche Grünau und verschiedener Industrie- und Versicherungsgebäude. Auch der Entwurf zum St.-Georg-Brunnen am Hindemithplatz in Charlottenburg, der ursprünglich vor dem ehemaligen Hotel Bayernhof in der Potsdamer Straße stand, stammt von Walther.
In der zweiten Hälfte des 20. Jahrhunderts stand die Villa für längere Zeit leer. Nach einer stilvollen Restaurierung und einem weniger passenden Anbau im Jahr 1985 fand das Haus verschiedene vorübergehende Nutzungen, unter anderem durch das Wissenschaftskolleg zu Berlin. Zwischen 1999 und 2015 residierte das rumänische Kulturinstitut Titu Maiorescu in dem Gebäude. Seit 2019 befindet sich hier die Botschaft des Kosovo.

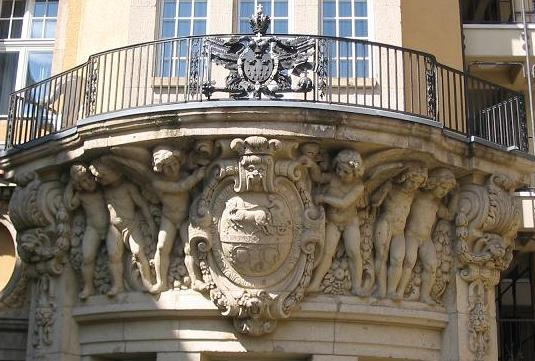
Villa Walther, Relief
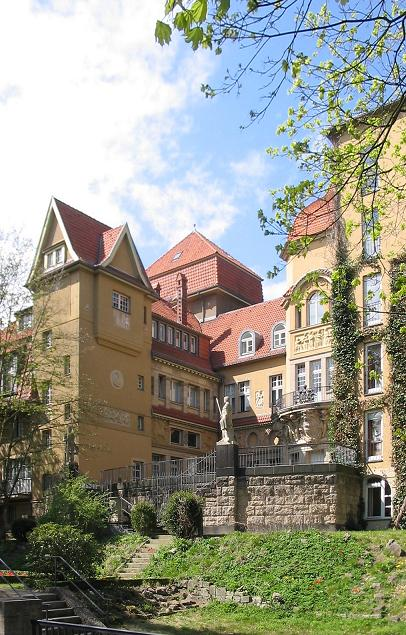
Villa Walther, Parkseite am See
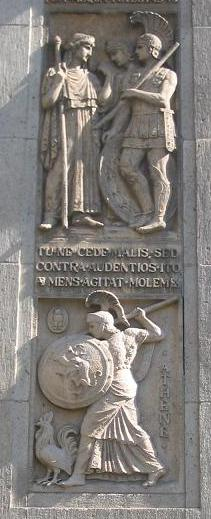
Villa Walther, Relief
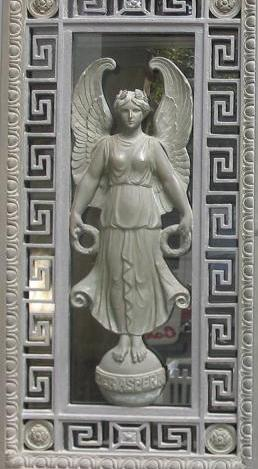
Villa Walther, Tür Kulturinstitut

## Siehe ausführlicher
- zur Aushebung der Seen: Dianasee
- zum Uferwanderweg Grunewald: Koenigssee